# Letters to Herbie
Letters to Herbie från 2011 är ett album av den svenska jazzsångerskan Viktoria Tolstoy. Albumet innehåller i huvudsak kompositioner av Herbie Hancock.

## Låtlista
1. Trust Me (Herbie Hancock/David Rubinson/Allee Willis) – 4:02
2. Textures (Herbie Hancock/Anna Alerstedt) – 5:23
3. I Thought It Was You (Herbie Hancock/Jeffrey Cohen/Melvin Ragin) – 5:38
4. Chan’s Song (Herbie Hancock/Stevie Wonder) – 3:54
5. Butterfly (Herbie Hancock/Bennie Maupin) – 4:16
6. Come Running to Me (Herbie Hancock/Allee Willis) – 5:58
7. Give It All Your Heart (Herbie Hancock/Rod Temperton) – 3:46
8. Letter to Herbie (Nils Landgren/Magnus Lindgren/Viktoria Tolstoy) – 4:09
9. Paradise (Bill Champlin/David Foster/Jay Graydon/Herbie Hancock) – 3:42
10. Chemical Residue (Herbie Hancock/Anna Alerstedt) – 4:50
11. Tell Me a Bedtime Story (Herbie Hancock/Anna Alerstedt) – 3:53
12. Naima (John Coltrane/Jon Hendricks) – 3:47
13. Come On, Come Over (Jaco Pastorius/Bob Zohn) – 4:05

## Medverkande
- Viktoria Tolstoy – sång
- Jacob Karlzon – piano, keyboards
- Krister Jonsson – gitarr
- Mattias Svensson – bas
- Rasmus Kihlberg – trummor, slagverk
- Gäster
  - Nils Landgren – trombon & sång
  - Magnus Lindgren – träblås

## Mottagande
Skivan fick ett blandat mottagande när den kom ut med ett snitt på 3,0/5 baserat på nio recensioner.